# 高橋尚毅
高橋 尚毅（たかはし なおき）、1977年4月21日 - ）は、秋田県出身のバスケットボール選手である。ポジションはガード。178cm、79kg。A型。

## 来歴
バスケの名門・秋田県立能代工高で3年連続インターハイ優勝、3年生時ウィンターカップ優勝。ウインターカップでは2年生時、得点王、3P王、大会ベスト5選出。月刊バスケットボールの別冊では、歴代能代工業のエースで最も印象に残った選手として紹介されている。
U-18日本代表選出。U-22日本代表候補。スラムダンクの沢北栄治のモデルになったプレーヤーとしても知られている。卒業後は、日本大学に進学（安西智和等がいたが中退）。国体出場、全国クラブ選手権出場。

## 経歴
- 湯沢西小学校-湯沢南中学校- 能代工業高校 - 日本大学 - ガリバークラブ - 琴丘体育協会 - 厚生クラブ